# Centro acuático de Vancouver
El Centro Acuático de Vancouver (Vancouver Aquatic Centre en inglés) es complejo deportivo cubierto, que incluye una piscina de 50 m Se construyó en sustitución de la Crystal Pool de Sunset Beach que estuvo en pie entre 1928 y 1974, cuando se construyó el edificio actual.  En 2023 se adjudicó un contrato para renovar las instalaciones y se espera que el proyecto tarde siete años en completarse.  La piscina es la sede del Canadian Dolphin Swim Club  que ha contribuido al éxito de muchos atletas y entrenadores de Columbia Británica y Canadá. 
El complejo consta de:
- Una piscina de 50 m de largo
- Una piscina para niños pequeños
- Una zona profunda para saltos con trampolines.
- Un Jacuzzi
- Una sauna
- Una sala de musculación